# 東京コンバット
『東京コンバット』（とうきょうコンバット Tokyo Combat）は、1968年10月1日から1969年9月23日まで、フジテレビ系列にて放映された刑事ドラマ。

## 概要
本作が放送開始されたのと同じ年、1968年3月に警視庁内に結成された特殊犯罪捜査班「コンバットチーム」をモデルに製作されたテレビドラマ。
科学捜査の中でも、キャップの三村をはじめとする五人の刑事たちの人間像、また人間社会の有り様を本作では描いていった。
事件の捜査には、特別科学鑑識車である高性能乗用車「コンバット・カー」が使用された。
レンジャー部隊のような、激しいアクションも予想されたため、出演者は全員傷害保険に入ったという。
クレー射撃が趣味の三橋達也は、早射ちのシーンがあることに惚れて、本作の出演を引き受けたという。

## 放映データ
- 放映期間：1968年10月1日 - 1969年9月23日
- 放映曜日・放映時間帯：毎週火曜日20時 - 20時56分
- 放映話数：全38話
- 放映形式：モノクロ16mmフィルム

## キャスト
- 三村警部：三橋達也
- 江藤警部補：佐藤允
- 宅警部補：山口崇
- 桜井警部補：前田吟
- 木津川警部補：山下洵一郎
- 内田刑事部長：藤田進
- 和田鑑識課員：船戸順
- 矢島キリ子：藤あきみ
- 三村芳子（三村の妻）：久我美子
- 斎藤チヤ子
- 木村真知子（第21話まで）
- 里見ユリ：菱見百合子（第22話から）

## スタッフ
- プロデューサー：梅浦洋一（東宝）
- 脚本：放映リスト参照
- 監督：放映リスト参照
- 制作：東宝、フジテレビ

## 放映リスト
| 回数 | 放送日        | サブタイトル          | 脚本              | 監督       | ゲスト                                                                                          |
| ---- | ------------- | --------------------- | ----------------- | ---------- | ----------------------------------------------------------------------------------------------- |
| 1    | 1968年10月1日 | 大空の対決            | 安藤日出男        | 古沢憲吾   | 古今亭志ん朝、高橋紀子                                                                          |
| 2    | 10月8日       | 魔のヘアピンカーブ    | 柴英三郎          | 山本迪夫   | 土屋嘉男                                                                                        |
| 3    | 10月15日      | 銀色の死刑台          | 小川英 長野洋     | 山本迪夫   | 高橋正雄、岸田森、加賀千賀子、鈴木和夫                                                          |
| 4    | 10月22日      | 殺人設計図            | 中西隆三 小林孝子 | 土居通芳   | 宇佐美淳也、中村雅子、高須賀夫至子、黒部進、古葉久美子、 小栗一也、小林夕岐子、平林昌三         |
| 5    | 10月29日      | 黄金の罠              | 中西隆三          | 土居通芳   | 松本朝夫、万里昌代、都築克子                                                                    |
| 6    | 11月5日       | 皆殺しパーティ        | 小川英 長野洋     | 山本迪夫   | 浜田寅彦、太刀川寛                                                                              |
| 7    | 11月12日      | 深夜の捜査官          | 柴英三郎          | 山本迪夫   | 郷鍈治、阿知波信介、高品格、賀川雪絵                                                            |
| 8    | 11月19日      | 死神は待たない        | 小川英 長野洋     | 吉野安雄   | 大神信、松本染升、森山周一郎                                                                    |
| 9    | 11月26日      | 謎の拳銃弾            | 中島丈博          | 吉野安雄   | 山崎猛、中村是好、田島義文                                                                      |
| 10   | 12月3日       | 猛毒                  | 中西隆三          | 土屋統吾郎 | 市原清彦、小林勝彦、愛京子                                                                      |
| 11   | 12月10日      | 五年目の休日          | 小川英 長野洋     | 山本迪夫   | 青木義朗、下川辰平、高木二朗、岸久美子                                                          |
| 12   | 12月17日      | 蒼い爆発              | 小川英 長野洋     | 土屋統吾郎 | 村上隆彦、真山譲次、北川美佳、永井譲二                                                          |
| 13   | 12月24日      | 人間標的              | 小川英            | 吉野安雄   | 明智十三郎、小川真司、紅理子、石原佑利子                                                        |
| 14   | 1969年1月7日  | 華やかな汚名          | 柴英三郎          | 土屋統吾郎 | 沢井桂子、藤田佳子                                                                              |
| 15   | 1月14日       | 仮面の喪章            | 長野洋            | 山本迪夫   | 西沢利明、河村有紀                                                                              |
| 16   | 1月21日       | 影への挑戦            | 小川英 馬嶋満     | 山本迪夫   | 館敬介、北村光蓉子、佐竹明夫                                                                    |
| 17   | 1月28日       | 恐怖の週末            | 小川英 大川タケシ | 土屋統吾郎 | 北町史郎、服部マリ、杉裕之                                                                      |
| 18   | 2月4日        | 指名手配              | 中島丈博 蘇武路夫 | 吉野安雄   | 渚健二、浜村純、花ノ本寿                                                                        |
| 19   | 2月11日       | 予告犯罪              | 小川英 長野洋     | 吉野安雄   | 田中賤男、内田武樹                                                                              |
| 20   | 2月18日       | ジュラルミンの矢      | 中西隆三          | 児玉進     | 柴田侊彦、加賀邦男、平田昭彦、近衛敏明                                                          |
| 21   | 2月25日       | 血の告発              | 小川英 根本順善   | 児玉進     | 土方弘、水村泰三、水上竜子、南風夕子                                                            |
| 22   | 3月4日        | 姿なき敵              | 長野洋            | 山本迪夫   | 睦五郎、二本柳寛、伊吹徹、長谷川弘、村上幹夫、沢村いき雄                                        |
| 23   | 3月11日       | 真黒い炎              | 小川英            | 山本迪夫   | 宇佐美淳也、范文雀、松山照夫                                                                    |
| 24   | 3月18日       | 秘宝の謎              | 小川英 長野洋     | 土屋統吾郎 | 炎加世子、滝恵一、灰地順                                                                        |
| 25   | 3月25日       | 盗まれざるもの        | 小川英            | 土屋統吾郎 | 松本めぐみ、守田比呂也、宮口二朗、香月祐司                                                      |
| 26   | 4月1日        | みごとな女            | 小川英 中野顕彰   | 山本迪夫   | 真屋順子、田口計、岩上瑛                                                                        |
| 27   | 4月8日        | 裁くのは俺たちだ!     | 長谷川公之        | 山本迪夫   | 高城淳一、高橋俊行、市原愛彦、神田隆                                                            |
| 28   | 4月22日       | 由美を殺したのはだれ? | 長野洋            | 土屋統吾郎 | 井上昭文、田坂都、松原マモル、利根はる恵、上野山功一                                            |
| 29   | 5月6日        | その女を殺せ          | 小川英 長野洋     | 山本迪夫   | 鮎川いずみ、渚健二、戸田皓久、大下哲矢、大井潤、 関田裕、野口元雄、石津康彦、磯野千鳥、美川ゆみ |
| 30   | 5月13日       | 暗闇からの脱出        | 小川英 胡桃哲     | 土屋統吾郎 | 小坂一也、南廣、水原一郎、津田亜矢子、村上隆彦、 植田清、石井宏明、向井精七、渡辺篤             |
| 31   | 5月27日       | 四角い凶器            | 長谷川公之        | 土屋統吾郎 | 名和宏、黒部進、水上竜子、新井茂子                                                              |
| 32   | 6月10日       | 血ぬられたゲーム      | 小川英 中野顕彰   | 山本迪夫   | 神太郎、樋浦勉、柴田昌宏、うえずみのる、桜井浩子                                                |
| 33   | 6月24日       | 地獄で罠を張れ!       | 宮川一郎 長野洋   | 山本迪夫   | 嘉手納清美、富田仲次郎、今井健二、大木正司、園田裕久、 森山周一郎、樋山妙子、中井啓輔           |
| 34   | 7月8日        | 狙われた妻            | 小川英 長野洋     | 土屋統吾郎 | 佐原健二、桜田千枝子、吉野憲司、笠置シヅ子                                                      |
| 35   | 7月15日       | 悪魔が笑うとき        | 小川英 根本順善   | 土屋統吾郎 | 長谷川明男、八代美智子、堺左千夫、鳴門洋二、守屋俊志                                            |
| 36   | 8月12日       | 罠には罠を            | 小川英 胡桃哲     | 山本迪夫   | 進千賀子、睦五郎、森秋子、荒木保夫、鈴木和夫、 河村弘二、小笠原弘、石田茂樹、永井柳太郎         |
| 37   | 8月26日       | ボクお化けを見た      | 小川英 長野洋     | 山本迪夫   | 奥野匡、藤田典子、志賀剛、立川宏、石橋蓮司、関上久美子                                          |
| 38   | 9月23日       | コンバット危機一髪    | 小川英 長野洋     | 山本迪夫   | 田中浩、木村博人、関戸純方、津田亜矢子、 小杉勇二、大滝秀治、佐藤輝                             |

## 放送局
特記の無い限り全て放送時間は火曜 20:00 - 20:56、同時ネット。

★ - 途中、1969年4月開局時から放送を開始した局。
- 札幌テレビ[3]
- 岩手放送：火曜 15:00 - 15:55[4]
- 仙台放送[5]
- ★富山テレビ[6]
- ★石川テレビ[6]
- ★長野放送[7]
- テレビ静岡（開局翌月の1969年1月から放送）[8]
- 東海テレビ[9]
- 関西テレビ[10]
- ★岡山放送[11]
- テレビ西日本[12]
- ★サガテレビ[13]
- ★テレビ長崎[14]
- ★テレビ熊本[14]
- 沖縄テレビ[15]

## 前後番組
| フジテレビ系 火曜20時枠                      | フジテレビ系 火曜20時枠 | フジテレビ系 火曜20時枠  |
| 前番組                                       | 番組名                  | 次番組                   |
| -------------------------------------------- | ----------------------- | ------------------------ |
| 爆笑グランドパレード ※ここまでバラエティ番組 | 東京コンバット          | フラワーアクション009ノ1 |